# Hayden Panettiere
Hayden Lesley Panettiere (IPA: /ˌpænɪtiˈɛr/) (Palisades, New York, 1989. augusztus 21. –) amerikai színésznő, énekesnő.

## Pályafutása

### Színészként
Színészi karrierje 11 hónapos korában kezdődött, amikor egy játék reklámfilmjében jelent meg. Később megkapta Sarah Roberts szerepét az ABC One Life To Live című szappanoperájában. Nyolcévesen már Lizzie Spauldingként szerepelt a CBS Vezérlő fény című sorozatában, egészen 2001-ig. Panettiere karaktere leukémiában szenved. A leukémia ilyen jellegű megjelenítéséért a sorozatot a Leukemia and Lymphoma Society különdíjjal ismerte el. Panettiere több mint egy tucat mozifilmben tűnt fel és számos tévéfilmben is szerepelt. Főszerepe volt a FOX Ally McBeal című sorozatában, visszatérő vendégszereplő volt a Már megint Malcolm című szitkomban és két epizód erejéig az Esküdt ellenségek: Különleges ügyosztályban is feltűnt.
1999-ben Grammy-díjra jelölték az Egy bogár élete című film alapján készült hangoskönyvért. Ezen felül ő volt Kairi hangja a PlayStation 2-re kiadott Kingdom Hearts videójáték-sorozatban.
A Neutrogena kozmetikai cég címlaplányának választotta a világméretű kampányához, így olyan korábbi színésznőket követ, mint például Jennifer Love Hewitt, Mandy Moore, Kristin Kreuk vagy Mischa Barton.
2006–2010 között az NBC Hősök című sorozatának egyik főszereplője, Claire Bennet megformálója volt – egy olyan gimnazista lányé, aki felfedezi, hogy sérülései azonnal regenerálódnak. 2012 és 2018 között a Nashville állandó szereplője volt és előadóművészként a sorozat zenei anyagához is hozzájárult. 2014-ben a Sikoly 4. szereplőjeként kivívta a kritikusok elismerését, akik a filmet kevésbé fogadták lelkesen.
2015-ben róla mintázták meg az Until Dawn című Playstation játék egyik főszereplőjét, Sam-et.

### Zenészként
Panettiere debütáló albuma, a Fallen Love az eredeti tervek szerint 2007. május 8-án jelent volna meg az Amerikai Egyesült Államokban, a Hollywood Records gondozásában, azonban a megjelenést elhalasztották. Az új tervezett időpont 2007 augusztusa volt, de a megjelenést ismét eltolták 2008-ra.

## Filmográfia

### Film
| Év   | Magyar cím                                   | Eredeti cím                     | Szerep                             | Magyar hang        |
| ---- | -------------------------------------------- | ------------------------------- | ---------------------------------- | ------------------ |
| 1998 | Vágyaim netovábbja                           | The Object of My Affection      | sellő                              |                    |
| 1998 | Egy bogár élete                              | A Bug's Life                    | Pötty hercegnő (hangja)            | Szabó Luca         |
| 1999 | Üzenet a palackban                           | Message in a Bottle             | lány a süllyedő hajón              |                    |
| 2000 | Dínó                                         | Dinosaur                        | Suri (hangja)                      | Czető Zsanett      |
| 2000 | Emlékezz a Titánokra!                        | Remember the Titans             | Sheryl Yoast                       | Czető Zsanett      |
| 2001 | Akárki Joe                                   | Joe Somebody                    | Natalie Scheffer                   |                    |
| 2001 | A királyné nyakéke                           | The Affair of the Necklace      | Jeanne fiatalon                    |                    |
| 2004 | Két világ közt                               | The Dust Factory                | Melanie Lewis                      | Talmács Márta      |
| 2004 | Kisanyám, avagy mostantól minden más         | Raising Helen                   | Audrey Davis                       | Bogdányi Titanilla |
| 2005 | Pata-csata                                   | Racing Stripes                  | Channing Walsh                     | Molnár Ilona       |
| 2005 | Jéghercegnő                                  | Ice Princess                    | Gennifer "Gen" Harwood             | Csifó Dorina       |
| 2006 | Hajrá csajok: Mindent bele                   | Bring It On: All or Nothing     | Britney Allen                      | Mezei Kitty        |
| 2006 | A rombolás ideje                             | The Architect                   | Christina Waters                   | Vadász Bea         |
| 2006 |                                              | Mr. Gibb                        | Allyson "Ally" Palmer              |                    |
| 2007 |                                              | Shanghai Kiss                   | Adelaide Bourbon                   |                    |
| 2008 | Közös titkunk                                | Fireflies in the Garden         | Jane Lawrence fiatalon             | Molnár Ilona       |
| 2008 | Scooby-Doo és a Koboldkirály                 | Scooby-Doo! and the Goblin King | Fűzfa tündérhercegnő (hangja)      | Vadász Bea         |
| 2009 | Lehetek az eseted?                           | I Love You, Beth Cooper         | Beth Cooper                        | Molnár Ilona       |
| 2009 |                                              | The Cove (dokumentumfilm)       | önmaga                             |                    |
| 2010 | Alfa és Omega                                | Alpha and Omega                 | Kate (hangja)                      | Pálmai Anna        |
| 2011 | Sikoly 4.                                    | Scream 4                        | Kirby Reed                         | Molnár Ilona       |
| 2011 | Megint Pirosszka! – Ellenrossz a rossz ellen | Hoodwinked Too! Hood vs. Evil   | Piroska (hangja)                   |                    |
| 2011 |                                              | The Forger                      | Amber Felter                       |                    |
| 2016 |                                              | Custody                         | Ally Fisher                        |                    |
| 2022 | Sikoly                                       | Scream                          | Kirby Reed (fénykép és hang cameo) |                    |
| 2023 | Sikoly VI.                                   | Scream VI                       | Kirby Reed                         | Molnár Ilona       |

### Televízió
| Év        | Magyar cím                               | Eredeti cím                             | Szerep                                    | Megjegyzések                                             |
| --------- | ---------------------------------------- | --------------------------------------- | ----------------------------------------- | -------------------------------------------------------- |
| 1994–1996 |                                          | One Life to Live                        | Sarah Roberts                             | főszereplő (26 epizód)                                   |
| 1996      |                                          | Aliens in the Family                    | Audrey Freely                             | 1 epizód                                                 |
| 1996      |                                          | How Do You Spell God?                   | Megan Blackwood                           | tévéfilm                                                 |
| 1997      |                                          | Unhappily Ever After                    | kislány                                   | 1 epizód                                                 |
| 1998      | Önfejűek                                 | A Will of Their Own                     | ismeretlen szerep                         | minisorozat                                              |
| 1996–2000 | Vezérlő fény                             | Guiding Light                           | Lizzie Spaulding                          | főszereplő (44 epizód)                                   |
| 1999      | Túl gazdag: Doris Duke titkos élete      | Too Rich: The Secret Life of Doris Duke | Doris Duke fiatalon                       | minisorozat                                              |
| 1999      | Angyali érintés                          | Touched by an Angel                     | Diana                                     | 1 epizód                                                 |
| 1999      |                                          | If You Believe                          | Susan Stone fiatalon / Alice Stone        | tévéfilm                                                 |
| 2001–2005 | Esküdt ellenségek: Különleges ügyosztály | Law & Order: Special Victims Unit       | Ashley Austin Black / Angela Agnelli      | 2 epizód                                                 |
| 2002      | Ally McBeal                              | Ally McBeal                             | Maddie Harrington                         | főszereplő (10 epizód)                                   |
| 2003      | Meghasonlás                              | Normal                                  | Patty Ann Applewood                       | - tévéfilm - magyar hangja: - Czető Zsanett              |
| 2003–2005 | Már megint Malcolm                       | Malcolm in the Middle                   | Jessica                                   | 4 epizód                                                 |
| 2004      |                                          | Fillmore!                               | Yumi (hangja)                             | 1 epizód                                                 |
| 2004      | Riadó a fedélzeten                       | Tiger Cruise                            | Maddie Dolan                              | tévéfilm                                                 |
| 2005      | Anyám hazugságai                         | Lies My Mother Told Me                  | Haylei Sims                               | - tévéfilm - magyar hangja: - Molnár Ilona               |
| 2006      | Az Elnöknő                               | Commander in Chief                      | Stacy                                     | 1 epizód                                                 |
| 2006      |                                          | Skater Boys                             | Kassidy Parker #2                         | 1 epizód                                                 |
| 2006–2010 | Hősök                                    | Heroes                                  | Claire Bennet                             | - főszereplő (73 epizód) - magyar hangja: - Molnár Ilona |
| 2006–2012 | Punk’d – SztÁruló                        | Punk'd                                  | önmaga / vendég házigazda                 | 4 epizód                                                 |
| 2007      | Robotcsirke                              | Robot Chicken                           | Cheetara / Ramona / Seuss Sister (hangja) | 1 epizód                                                 |
| 2010      | Amerikai fater                           | American Dad!                           | Ashley (hangja)                           | 1 epizód                                                 |
| 2011      |                                          | Amanda Knox: Murder on Trial in Italy   | Amanda Knox                               | tévéfilm                                                 |
| 2012–2018 | Nashville                                | Nashville                               | Juliette Barnes / önmaga                  | főszereplő (124 epizód)                                  |
| 2013      |                                          | Nashville on the Record                 | önmaga                                    | különkiadás                                              |
| 2015–2016 | Hősök: Újjászületés                      | Heroes Reborn                           | Claire Bennet (stáblistán nem szerepel)   | 6 epizód                                                 |
| 2016      |                                          | Chopped                                 | meghívott zsűritag / önmaga               | 2 epizód                                                 |
| 2016      | Playback párbaj                          | Lip Sync Battle                         | önmaga                                    | - 1 epizód - ("Hayden Panettiere vs. Eva Longoria")      |

## Fordítás
- Ez a szócikk részben vagy egészben  a   Hayden Panettiere című angol Wikipédia-szócikk fordításán alapul.  Az eredeti cikk szerkesztőit annak laptörténete sorolja fel. Ez a jelzés csupán a megfogalmazás eredetét és a szerzői jogokat jelzi, nem szolgál a cikkben szereplő információk forrásmegjelöléseként.